# New York State Museum
Il New York State Museum (in italiano Museo dello Stato di New York) è un'istituzione culturale e scientifica che ha sede ad Albany, capitale dello Stato di New York, negli Stati Uniti d'America. Il museo raggruppa, in un polo, sezioni riservate all'arte, all'archeologia e alla storia naturale.
È stato fondato nel 1836, come museo di geologia e di storia naturale, in particolare quale centro di raccolta e documentazione di fossili e minerali provenienti dallo Stato di New York. Dal 1976 è ospitato al primo piano del palazzo dell'istruzione statale di Albany, edificio nel quale trovano posto anche l'archivio e la biblioteca statali.
Il Museo, le cui collezioni dispongono di oltre 12 milioni di specie e manufatti, a testimonianza della storia umana, scientifica e biologica dell'area di riferimento, è visitato annualmente da circa 640.000 persone
Nel corso della sua storia ne sono stati direttori autorevoli personalità del panorama scientifico statunitense, quali James Hall (dal 1870 al 1894), Frederick Merrill (dal 1894 al 1904), John Clarke (dal 1904 al 1925) e Charles Adams (dal 1926 al 1943).